# Malabaila pimpinellifolia
Malabaila pimpinellifolia är en flockblommig växtart som beskrevs av Karl Theodor Kotschy och Pierre Edmond Boissier. Malabaila pimpinellifolia ingår i släktet Malabaila och familjen flockblommiga växter. Inga underarter finns listade i Catalogue of Life.